# نظام بلوري ثلاثي متساوي الأحرف
نظام بلوري ثلاثي في علم المعادن (بالإنجليزية: trigonal crystal system أو rhombohedral lattice system) هو أحد السبعة أنظمة التبلور مثل النظام البلوري المكعب والنظام البلوري السداسي. تتبلور بعض الأملاح والمعادن في النظام الثلاثي، مثل ملح الدولوميت والكوارتز، البزموت والأنتيمون والكوروند وغيرها.

وحدة الخلية في النظام الثلاثي.

## نظام التبلور الثلاثي
تتكون وحدة الخلية للنظام الثلاثي من ثلاثة أضلاع متساوية، أي :
a = b = c
والزوايا بينهم :
{\displaystyle \alpha =\beta =\gamma \neq 90^{\circ }}.
ويمكن تخيل النظام الثلاثي كمكعب معوج بحيث تختلف زواياه عن 90 درجة.

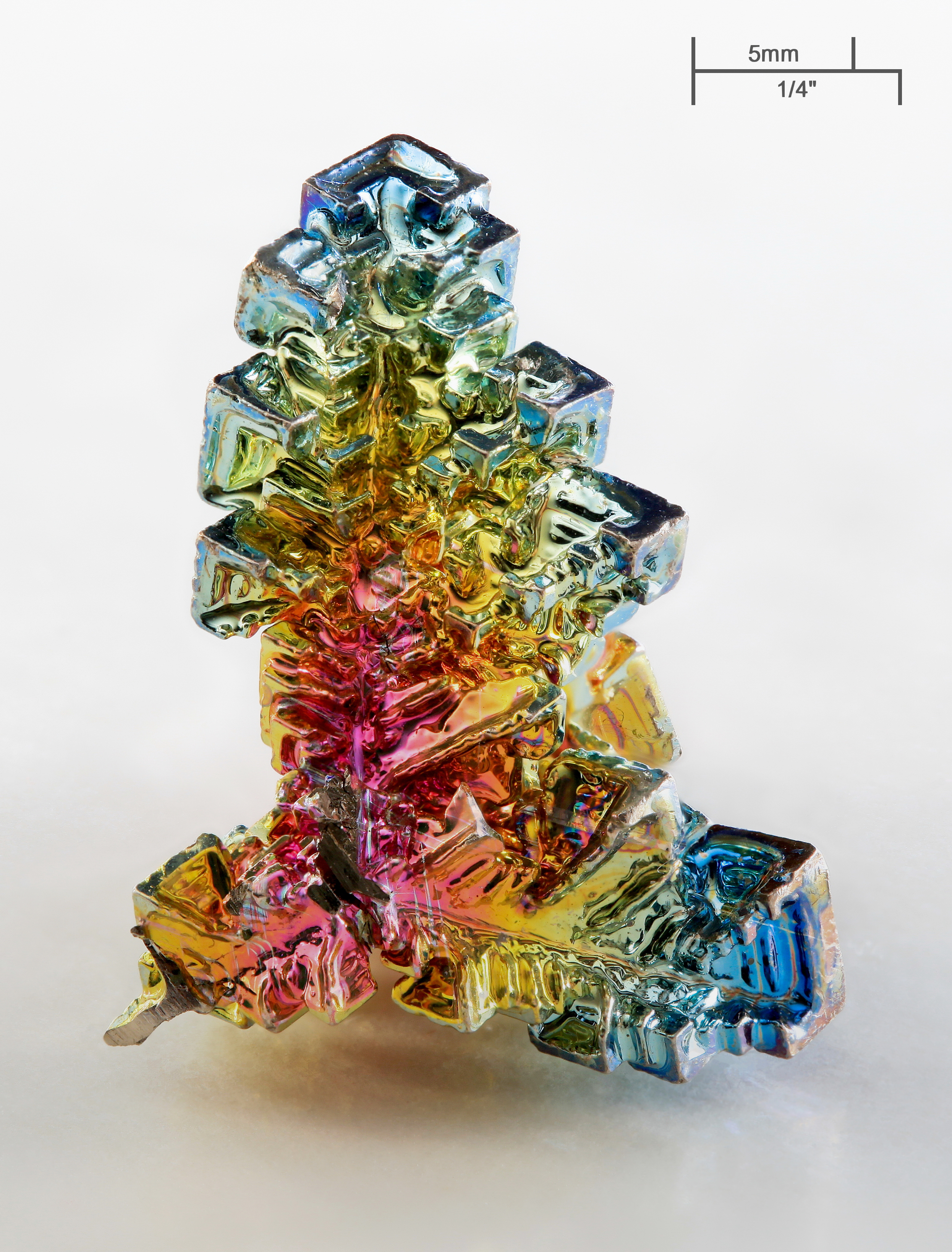
بلورات البزموت.

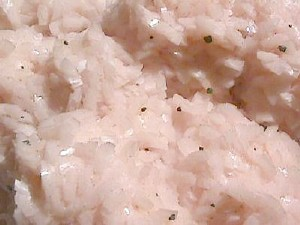
يتبلور ملح الدولوميت في النظام البلوري الثلاثي.

## اقرأ أيضا
- وحدة خلية
- شبكة تبلور برافيه
- علم البلورات
- بنية بلورية